# François-Xavier Vogt
François-Xavier Vogt (Marlenheim, 3 dicembre 1870 – Yaoundé, 4 marzo 1943) è stato un vescovo cattolico francese, missionario della Congregazione dello Spirito Santo in Africa.

## Biografia
Avrebbe desiderato abbracciare la vita religiosa nella Compagnia di Gesù, ma nel 1885 entrò nella Congregazione dello Spirito Santo e nel 1899 fu ordinato prete a Chevilly-Larue. Svolse l'incarico di professore a Épinal e poi a Knechtsteden.
Fu eletto vescovo titolare di Celenderi e nominato vicario apostolico dello Zanguebar Centrale nel 1906; nel 1922 fu nominato prima amministratore apostolico e poi, nel 1923, vicario apostolico del Camerun.
In entrambe le sue esperienze missionarie disciplinò le conversioni in massa pur senza contrariarle; favorì il coinvolgimento dei fedeli nello svolgimento dei compiti inerenti alla vita della missione; fece appello a missionari stranieri e promosse la formazione di comunità religiose indigene (nel 1932 fondò le Figlie di Maria).
Morì nel 1943.

## Genealogia episcopale
La genealogia episcopale è:
- Cardinale Scipione Rebiba
- Cardinale Giulio Antonio Santori
- Cardinale Girolamo Bernerio, O.P.
- Arcivescovo Galeazzo Sanvitale
- Cardinale Ludovico Ludovisi
- Cardinale Luigi Caetani
- Cardinale Ulderico Carpegna
- Cardinale Paluzzo Paluzzi Altieri degli Albertoni
- Papa Benedetto XIII
- Papa Benedetto XIV
- Papa Clemente XIII
- Cardinale Giovanni Carlo Boschi
- Cardinale Bartolomeo Pacca
- Cardinale Francesco Serra Cassano
- Arcivescovo Joseph Maria Johann Nepomuk von Fraunberg
- Cardinale Johannes von Geissel
- Vescovo Eduard Jakob Wedekin
- Cardinale Paul Ludolf Melchers, S.I.
- Cardinale Philipp Krementz
- Cardinale Anton Hubert Fischer
- Vescovo François-Xavier Vogt, C.S.Sp.